# Kanał Kula
Der Kanał Kula (deutsch Kulla-Kanal) ist der kürzeste Kanal der Masurischen Seenplatte. Er ist 110 m lang, 25 m breit und 2 m tief. Die Kanalufer sind mit Betoneinfassungen verstärkt.

## Lage
Der Kanal verbindet den Jadogne (Jagodner See/Kröstensee) mit dem Boczny (Saitensee), einer Bucht des Niegocin (Löwentinsee). Über den Kanal führt eine Straßenbrücke. Die Straße zweigt westlich von der Landstraße zwischen Kozin (Rodenau) und Bogaczewo (Reichensee) ab und führt im Osten nach Rydzewo (Rotwalde).

## Geschichte
Eine Kanalverbindung zwischen dem Löwentin- und dem Spirdingsee wurde schon nach dem Siebenjährigen Krieg von 1764 bis 1767 aus Anlass des Wiederaufbaus Ostpreußens gebaut. Die Russen hatten während der Zeit ihrer Besetzung dieser Provinz in den nördlich gelegenen Wäldern erheblichen Raubbau getrieben. Durch den Kanalbau sollte erreicht werden, dass der unversehrte Holzreichtum der südlichen masurischen Wälder dem ganzen Land zur Verfügung steht.
Obwohl der Bau abgeschlossen wurde, versandeten die Kanäle nach nicht allzu langer Zeit und wurden unpassierbar. Erst unter Friedrich Wilhelm IV. wurden die Kanäle zwischen 1845 und 1857 wieder eröffnet und erschlossen so endgültig das Gebiet der Großen Seen auf Wasserwegen.

## Erwähnenswertes
Der Jagodner See/Kröstensee bildet die Wasserscheide zwischen Pregel- und Weichselzuflüssen, wobei es mangels Gefälle je nach Windrichtung und -stärke gewisse Strömungen nach Norden oder Süden gibt. Die Seen haben ein gleichmäßiges Niveau von 116 m üNN.
Unter den Seglern, die auf den Masurischen Seen segeln, gibt es nach dem Muster der Äquatortaufe die Tradition der „Taufe“ von Neulingen, die diese „Grenze“ zum ersten Mal überschreiten.
Am Ostufer des Kanals ist eine Bootsanlegestelle mit einem Campingplatz vorhanden. Im nahe gelegenen Wald auf der Halbinsel Kula befinden sich gut erhaltene Feldbefestigungen aus dem Ersten Weltkrieg.